# 茂山千五郎
茂山 千五郎（しげやま せんごろう）は、狂言大蔵流の名跡で茂山千五郎家の当主名。
茂山家は江戸時代初期から京都で狂言方として活動してきた家であり、九世より当主名が「千五郎」となる。なお、当世千五郎（本名・正邦）（2016年襲名）は十四世である。

## 初世
初世茂山又兵衛

## 二世
二世茂山又兵衛

## 三世
三世茂山久之輔

## 四世
四世茂山久太郎

## 五世
五世茂山徳兵衛

## 六世
六世茂山源右衛門

## 七世
六世茂山源兵衛久蔵

## 八世
八世茂山久蔵英政（延享4年（1747年） - 文政4年（1821年））
京都の生まれ、9歳で遠藤金蔵に指導を受けた。一時狂言から離れていた時期もあったという

## 九世
九世茂山千五郎正虎（文化7年5月17日（1810年6月18日） - 明治19年（1886年）5月11日）は、江戸時代後期から明治時代初期の狂言師。別名千吾。隠居名茂山千作（初世）。
京都の呉服商佐々木甚兵衛浄喜の子として生まれ、初めは忠三郎と名乗った。8歳で茂山久蔵英政（八世千五郎）に入門し、3年後にはその養子となる。文政4年（1821年）、禁裏に召されて御用を務めるが、この年養父が死去、12歳の千五郎には茂山家継承は無理と思われた。だが、千五郎は本家筋に当たる江戸の大蔵流家元を頼って修業を重ねる。16歳の時、家元より茂山家再興を命じられて京都に戻る。天保8年（1837年）に彦根藩の御用となる。後に同藩の藩主となった井伊直弼に重んじられた。また、禁裏御用にも復帰して茂山家の再興を果たす。明治維新以後の混乱期にも京都の伝統的な狂言を守り続けた。